# Almacenes Blanco
Almacenes Blanco o Tiendas Blanco fue una cadena de supermercados mexicana, creada por los hermanos de origen español Francisco y Estanislao Blanco Caldevilla, fundada en el año 1948 en la Ciudad de México, desapareció en 1992 debido a la compra de Grupo Gigante.
Aperturó su primera sucursal en el Centro Histórico de la Ciudad de México donde sólo se vendían productos de primera necesidad, así como electrodomésticos a bajo costo.

## Historia
Su historia se remonta en el año 1948 en Ciudad de México, donde aperturaron su primera ubicación en la Avenida 5 de febrero y Venustiano Carranza. Esta ubicación ofrecería telas y jarciería, tiempo después esta sucursal desaparecería a causa de un incendio provocado por una organización guerrillera de la época llamada "Unión del pueblo", en aquella fecha de 13 de mayo de 1978. Actualmente la ubicación es una sucursal de la tienda departamental C&A.
Contó con sucursales en Ciudad de México y Puebla, donde una de ellas estuvo ubicada en el edificio de estilo francés, en el Centro histórico de Puebla, donde antes de formar parte de Blanco fue la tienda Las Fábricas de Francia durante el año 1926 hasta 1964, mismo año Almacenes Blanco albergó dicho edificio durante esos 10 años hasta 1974, hoy en día es un restaurante Vips  y un museo del arte denominado Capilla del Arte en Puebla.
A inicios de los años 60 inicia su expansión en diferentes entidades de la república mexicana, en estados como Veracruz, Guerrero, Puebla, Tabasco, Tamaulipas y Estado de México.
Posteriormente, a 30 años después de su fundación, se popularizó por lanzar comerciales donde se promocionaban diversos tipos de descuentos, así como su slogan Abarata la vida, donde en poco tiempo se haría popular, luego de ese paso, el actor mexicano Antonio Badú se comvierte en la imagen de sus comerciales donde promocionaría diversos productos de la tienda.
En 1992 comienza su desaparición en territorio mexicano bajo la adquisión de Gigante, convirtiendo sus 57 tiendas a nuevos formatos de la cadena.

## Desaparición
En 1992 la cadena de supermercados Gigante adquiere los 56 almacenes de la cadena Blanco, para el dicho proceso se constituyó un depósito de garantía de unos 150 millones de pesos (mdp) que se destinarían a cubrir deudas no pagadas por parte de Blanco y que pagaría un interés de Cetes a 28 días por dos, a lo cual tiempo después Blanco demandaría a Gigante a lo que Gigante pagaría sólo 2 millones de pesos (mdp) de los más de 4,000 millones que le demandaban. A días después de la compra, Gigante convierte las tiendas Blanco en nuevos formatos de su creación como Bodega Gigante y Súper Gigante en diferentes áreas de la república mexicana. En 2007 terminó el proceso legal de Blanco a Gigante.

## Popularidad
Blanco se volvería popular luego de promocionar su slogan "Abarata la vida!", también contó con un jingle en su publicidad con la melodía "Blanco, Blanco, Blanco, Abarata la vida!" en la misma entonada de la canción española de "Salta, Salta, Salta, Pequeña Langosta" así como los promocionales donde salió el actor mexicano Antonio Badú, incluso llegó a grabar diferentes promocionales televisivos en la sucursal Blanco Tlatilco, cercanía de Tlatelolco, donde hoy es una tienda The Home Depot, así como con la mascota y/o personaje de las tiendas, un canguro.
Luego de la fama que gozaba este supermercado, posteriormente la cadena de televisión mexicana Imevisión transmitiría un programa con este supermercado denominado El Precio es Blanco,  adaptación del tipo de programa de concursos estadounidense The Price is Right, grabado desde la sucursal de Blanco Aeropuerto en la Ciudad de México, conducido por Kippy Casados y Ángel Fernández, anteriormente fuera conducido junto con Patricia Panini, transmitido para Canal 13 de Imevisión, hoy TV Azteca.